# Syntemna
Syntemna is een geslacht van muggen uit de familie van de paddenstoelmuggen (Mycetophilidae). De wetenschappelijke naam van het geslacht is voor het eerst geldig gepubliceerd in 1863 door Johannes Winnertz. Winnertz beschreef ook de eerste soort, Syntemna morosa die hij had gevonden op een rottende stam van haagbeuk (Carpinus betulus).
Syntemna is een Holarctisch geslacht en komt vooral voor in noordelijke gebieden zoals Finland, Zweden, of het noorden van Rusland. Enkele soorten, waaronder Syntemna hungarica en Syntemna nitidula zijn ook aangetroffen in West-Europese bossen.

## Soorten
- S. daisetsuzana Okada, 1938
- S. elegantia Plassmann, 1978
- S. hungarica (Lundbeck, 1912)
- S. immaculata (Cole, 1919)
- S. morosa Winnertz, 1863
- S. nitidula Edwards, 1925
- S. oulankaensis Polevoi, 2003
- S. penicilla Hutson, 1979
- S. relicta (Lundstrom, 1912)
- S. setigera (Lundstrom, 1914)
- S. stylata Hutson, 1979
- S. stylatoides Zaitzev, 1994
- S. vernalis (Sherman, 1921)